# V (telessérie de 2009)
V (no Brasil, V - Visitantes) é uma série de televisão norte-americana de ficção científica, que estreou em 3 de novembro de 2009 na rede ABC, remake da minissérie de 1983, criada por Kenneth Johnson, produzida pela The Scott Peters Company, HDFilms e Warner Bros. Television, que narra a chegada à Terra de uma espécie alienígena de extremo avanço tecnológico que aparentemente vêm em paz, mas na verdade têm outros propósitos.
O elenco de V inclui Morena Baccarin, Lourdes Benedicto, Morris Chestnut, Joel Gretsch, Logan Huffman, Charles Mesure, Elizabeth Mitchell, Laura Vandervoort e Scott Wolf.
Produzido por Scott Rosenbaum, Yves Simoneau, Scott Peters e Jace Hall. A segunda temporada foi exibida de 04 de janeiro de 2011 à 15 de março de 2011. No mesmo ano, em 13 de maio de 2011, foi relatado que a série fora cancelada.

## Sinopse
Ocorre a aparição de naves gigantes nas 29 principais cidades de todo o mundo e Anna, a bonita e carismática líder dos "Visitantes" ou "V's", afirma vir em paz. Apesar de aparentemente benevolentes, um pequeno número de seres humanos começam a duvidar da sinceridade dos Visitantes, e Erica Evans descobre que os alienígenas agora estão na fase final do seu plano para assumir a Terra. Érica se junta ao movimento de resistência, denominada  Quinta Coluna, que inclui Ryan, um Visitante que quer salvar a humanidade.

## Elenco e personagens

### Elenco principal
- Elizabeth Mitchell como Erica Evans – uma agente do FBI contra o terrorismo que se torna um membro e, eventualmente, a líder da Quinta Coluna.
- Morris Chestnut como Ryan Nichols – um Visitante que queria ser humano e que vem tentando, junto com Quinta Coluna, acabar com os planos insidiosos dos Visitantes.
- Joel Gretsch como Padre Jack Landry – um padre, cujo mal-estar com os Visitantes logo é validada por sua aliança com Erica sobre sua descoberta maligna dos Visitantes.
- Logan Huffman como Tyler Evans – adolescente filho de Erica, que se torna um embaixador da paz e tem interesse amoroso por Lisa.
- Lourdes Benedicto como Valerie Stevens (temporada 1) – a noiva de Ryan, que inicialmente não tem conhecimento de sua natureza alienígena.
- Laura Vandervoort como Lisa – uma visitante bonita e com interesse amoroso em Tyler. Ela é filha da comandante Anna.
- Charles Mesure como Kyle Hobbes (participações na temporada 1 e personagem regular na temporada 2[9])  – um ex-membro da SAS britânica e atualmente mercenário. Está no topo da lista de procurados de diversas forças policiais e se une à Quinta Coluna.
- Morena Baccarin como Anna – a manipuladora líder dos Visitantes e mãe de Lisa.
- Scott Wolf como Chad Decker – um âncora de um jornal preso entre a sua ética jornalística e sua ambição, quando o seu acesso exclusivo a Anna tem um preço.

### Elenco de apoio
- Christopher Shyer como Marcus – braço direito da comandante Anna, sempre aparece nos momentos difíceis.
- Mark Hildreth como Joshua – médico encarregado da equipe médica dos V's. Ele aparenta ser leal a Anna, mas na verdade é um dos membro da Quinta Coluna.
- David Richmond-Peck como Georgie Sutton (Temporada 1) – amigo de Ryan e um dos membros originais da Quinta Coluna. Ele busca vingança contra os Visitantes por eles terem matado sua família quando descobriu o objetivo dos V's.
- Roark Critchlow como Paul Kendrick – superior de Erica na unidade de contraterrorismo do FBI
- Rekha Sharma como a agente Sarita Malik – uma agente do FBI que se revela Visitante e envia informações para Anna.
- Scott Hylands como Padre Travis - um ancião sacerdote que vive na mesma igreja onde o padre Jack trabalha.
- Lexa Doig como Dr. Leah Pearlman - um médico V.
- Jane Badler como Diana (Temporada 2) - a mãe de Anna, que está sendo mantida prisioneira na nave-mãe dos visitantes.
- Bret Harrison como Sidney Miller (Temporada 2) - biólogo evolucionista, um homem que ajuda Erica a descobrir porque o céu ficou vermelho.[10]
- Oded Fehr como Eli Cohn (Temporada 2) - um ex-agente da Mossad e o líder de uma célula radical da Quinta Coluna.
- Jay Karnes como Chris Bolling (Temporada 2) - recém-atribuída parceira da Erica no FBI, que treinou com ela em Quantico. Ele começa a suspeitar que Erica pode ter lealdades divididas quando se trata de sua dedicação à Quinta Coluna.
- Marc Singer como Lars Tremont (Temporada 2) - um membro de uma organização ultra-secreta de militares de alto escalão e líder do governo que está se preparando para um ataque visitante.[11]

## Elenco
| Intérprete         | Personagem                 | Temporadas | Temporadas | Temporadas | Temporadas | Temporadas | Temporadas |
| Intérprete         | Personagem                 | 1ª         | 1ª         | 1ª         | 2ª         | 2ª         | 2ª         |
| ------------------ | -------------------------- | ---------- | ---------- | ---------- | ---------- | ---------- | ---------- |
| Larissa Delacorte  | Emília Ramos               | Regular    | Regular    | Regular    | Regular    | Regular    | Regular    |
| João Rey           | Lucas Vilas                | Regular    | Regular    | Regular    | Regular    | Regular    | Regular    |
| Ana Elena Santos   | Maria Alice Pacheco        | Regular    | Regular    | Regular    | Regular    | Regular    | Regular    |
| Renan Castanhal    | Leonardo Ramalho (‘’Léo’’) | Regular    | Regular    | Regular    | Regular    | Regular    | Regular    |
| Larissa Madronne   | Fernanda Chatto            | Regular    | Regular    | Regular    | Regular    | Regular    | Regular    |
| Phelipe Rozelli    | Marco Amarante             | Regular    | Regular    | Regular    | Regular    | Regular    | Regular    |
| Samira Guarddavej  | Daniele de Souza           | Regular    | Regular    | Regular    | Regular    | Regular    | Regular    |
| Hugo Flores        | Renan Galton               | Recorrente | Recorrente | Recorrente | Regular    | Regular    | Regular    |
| Carol Martins Melo | Maya Martines              | Recorrente | Recorrente | Recorrente | Regular    | Regular    | Regular    |
| Guilherme Nayrozzi | Eduardo Rodrigues          | Recorrente | Recorrente | Recorrente | Regular    | Regular    | Regular    |
| Guilhermina Ouros  | Nicole Ribeiro             | Recorrente | Recorrente | Recorrente | Regular    | Regular    | Regular    |

## Produção
A série foi anunciada em maio de 2009, pela produção executiva Scott Peters, Jace Hall, Steve Pearlman, e Jeffrey Bell. As filmagens do piloto começaram em 10 de agosto de 2009. A atriz principal, Elizabeth Mitchell, notou que o show iria relembrar os momentos mais emblemáticos da franquia original.
Peter confirmou que a nova série iria relembrar a original também de outras maneiras. Ele disse que ao perguntar às pessoas o que elas pensaram que eram os elementos mais memoráveis da série V, as respostas incluíam "as naves enormes, os uniformes vermelhos e o bebê alienígena" acrescentando que "nós estamos bem cientes desses momentos e iremos relembrar eles para o público que assistiu a minissérie nos anos de 1983,1984 e 1985."
A produção do show foi temporariamente suspenso em agosto de 2009, enquanto se aguardava a resolução de um confilto com o Writers Guild of America pelo criador original Kenneth Johnson. A Warner Bros tentou remover o status de Johnson "criado por" alegando que o novo show estava tão mudado fundamentalmente da premissa original de Johnson de que se tratava de um trabalho autônomo e não um remake. O Writers Guild, no entanto, discordou, e quando a produção é retomada em setembro de 2009, Johnson manteve o crédito.
Em setembro de 2009, foi anunciado que quatro episódios de V iriam ao ar em novembro de 2009, e que a série iria retomar sua temporada de 12 episódios de março de 2010, após os Jogos Olímpicos de Inverno de 2010. O presidente da ABC Entertainment, Steve McPherson disse: "Nós sempre tivemos a intenção de quebrar a aparecer em "pods" para torná-lo mais de um evento." O quarto episódio de V foi anunciado em 3 de novembro de 2009 que Scott Rosenbaum tinha sido nomeado produtor executivo e showrunner da série, com Peters e Hall permanecendo como produtores executivos. A produção dos restantes oito episódios foi retomada em janeiro de 2010 com novos episódios retornando em 30 de março de 2010. Em 13 de maio de 2010, a ABC renovou V para uma segunda temporada. A segunda temporada teve uma ordem reduzida com 10 episódios (inicialmente 13), e estreou 04 de janeiro de 2011.

## Recepção
O episódio piloto de V rendeu diversas críticas favoráveis, marcando 67 dos 100 pontos no Metacritic. O E! Online afirmou: "em uma escala de 1 a 10, nós damos-lhe um 11. V é o melhor piloto que já vimos." O The Hollywood Reporter também comentou a série: "inteligente o bastante para um culto que segue acessível o suficiente para chegar a uma demonstração ampla." O The New York Times escreveu que: "as idéias em V, sobre encontros com extraterrestres, desilusão em massa e manipulação da mídia, são atraentes. É uma pena que eles estejam oscilando nesse programa e que, nessa fase inicial, apresentem a história de maneira tão descuidada e estereotipada." 
A estréia da segunda temporada recebeu uma pontuação de 49/100 no Metacritic, indicando críticas mistas.

### Prêmios e indicações
V foi nomeado para Melhor Efeitos Visuais e Especiais para uma série em 2010 no Creative Arts Emmy Awards para o episódio-piloto. O show também foi nomeado para o Favorite New TV Drama no 36º People's Choice Awards  e de Melhor Apresentação de Televisão. Morena Baccarin foi nomeada para Melhor Atriz Coadjuvante em TV no 36º Saturn Awards. No 37º Saturn Awards, a série recebeu três indicações: Melhor Série de TV, (Elizabeth Mitchell) Melhor Atriz em Televisão e Morena Baccarin na categoria Melhor Atriz Coadjuvante na Televisão.

### Interpretação
A série re-imaginada tem sido interpretada como uma alegoria da presidência de Barack Obama. Em sua revisão do show, Troy Patterson do Slate aponta que blogueiros e jornalistas notaram semelhanças entre a premissa do espetáculo e da administração do presidente dos EUA, Barack Obama. Lisa de Moraes, do The Washington Post observou que o fato de a série estar estreando no primeiro aniversário da eleição de Obama "não se perdeu em alguns críticos de TV ..." e também comentou que o uso de frases presentes na série (como a "esperança" e "mudança" que estão sendo oferecidos pelos Visitantes) fez parecer que "Lou Dobbs assumira a TV."
O elenco do espetáculo e da equipe negam as acusações de parcialidade. A atriz Morena Baccarin reconhece que ela tinha modelado sua personagem, depois de observar políticos, mas ela e produtor executivo da série, Peter, ficaram surpresos com a controvérsia.

### Cancelamento
Em 13 de maio de 2011, a ABC anunciou o cancelamento da série. Em resposta a este cancelamento, o grupo de fãs devotos chamado "Project Alice" está a apelar à Warner Bros. para renovar V num outro canal.
Segundo o Deadline, os índices de audiência do seriado estavam medianos, mas depois de uma reestreia problemática, a série cresceu criativamente e conseguiu fazer um fim de temporada — agora “episódio final” — que deixou os fãs com água na boca.

### Audiência nos Estados Unidos
| Intérprete         | Personagem                 | Temporadas | Temporadas | Temporadas | Temporadas | Temporadas | Temporadas |
| Intérprete         | Personagem                 | 1ª         | 1ª         | 1ª         | 2ª         | 2ª         | 2ª         |
| ------------------ | -------------------------- | ---------- | ---------- | ---------- | ---------- | ---------- | ---------- |
| Larissa Delacorte  | Emília Ramos               | Regular    | Regular    | Regular    | Regular    | Regular    | Regular    |
| João Rey           | Lucas Vilas                | Regular    | Regular    | Regular    | Regular    | Regular    | Regular    |
| Ana Elena Santos   | Maria Alice Pacheco        | Regular    | Regular    | Regular    | Regular    | Regular    | Regular    |
| Renan Castanhal    | Leonardo Ramalho (‘’Léo’’) | Regular    | Regular    | Regular    | Regular    | Regular    | Regular    |
| Larissa Madronne   | Fernanda Chatto            | Regular    | Regular    | Regular    | Regular    | Regular    | Regular    |
| Phelipe Rozelli    | Marco Amarante             | Regular    | Regular    | Regular    | Regular    | Regular    | Regular    |
| Samira Guarddavej  | Daniele de Souza           | Regular    | Regular    | Regular    | Regular    | Regular    | Regular    |
| Hugo Flores        | Renan Galton               | Recorrente | Recorrente | Recorrente | Regular    | Regular    | Regular    |
| Carol Martins Melo | Maya Martines              | Recorrente | Recorrente | Recorrente | Regular    | Regular    | Regular    |
| Guilherme Nayrozzi | Eduardo Rodrigues          | Recorrente | Recorrente | Recorrente | Regular    | Regular    | Regular    |
| Guilhermina Ouros  | Nicole Ribeiro             | Recorrente | Recorrente | Recorrente | Regular    | Regular    | Regular    |

| Temporada | Episódios | Timeslot (ET)                                                                                          | Transmissão original  | Transmissão original | Transmissão original | Ranking               | Telespectadores (em milhões) | Rating (Adultos 18–49) |
| Temporada | Episódios | Timeslot (ET)                                                                                          | Season premiere       | Season finale        | Estação              | Ranking               | Telespectadores (em milhões) | Rating (Adultos 18–49) |
| --------- | --------- | --- | --------------------- | -------------------- | -------------------- | --------------------- | ---------------------------- | ---------------------- |
| 1         | 12        | Terça-feira 8:00 pm (3 à 24 de novembro de 2009) Terça-feira 10:00 pm (30 de março – 18 de maio, 2010) | 3 de novembro de 2009 | 18 de maio de 2010   | 2009–2010            | #34 (2009) #89 (2010) | 9.75 (2009) 5.72 (2010)      | 3.4 (2009) 2.3 (2010)  |
| 2         | 10        | Terça-feira 9:00 pm                                                                                    | 4 de janeiro de 2011  | 15 de março de 2011  | 2011                 | —                     | —                            | —                      |

## Canais de transmissão
| País          | Canal de televisão   |
| ------------- | -------------------- |
| Austrália     | Nine Network         |
| Brasil        | Warner Channel e SBT |
| Galiza        | TVG                  |
| Espanha       | TNT                  |
| Irlanda       | TV3                  |
| Itália        | Joi                  |
| México        | Warner Channel       |
| Nova Zelândia | TV2                  |
| Portugal      | FOX, RTP             |
| Reino Unido   | Sci Fi Channel       |
| Turquia       | Dizimax              |

## DVD
| Temporada | Datas de lançamentos             | Datas de lançamentos                        | Datas de lançamentos   | Datas de lançamentos     | Datas de lançamentos                     |
| Temporada | Região 1 (Estados Unidos/Canadá) | Região 2 (Reino Unido/África do Sul/Europa) | Região 4 (Austrália)   | Região 4 (Nova Zelândia) | Região 4 (México e Brasil)               |
| --------- | -------------------------------- | ------------------------------------------- | ---------------------- | ------------------------ | ---------------------------------------- |
| 1         | 2 de novembro de 2010            | 8 de novembro de 2010                       | 10 de novembro de 2010 | 17 de novembro de 2010   | 9 de dezembro de 2010[carece de fontes?] |
| 2         | —                                | 24 de outubro de 2011                       | —                      | —                        | —                                        |